# Epifora (medicina)
Epifora ili suzno oko je pojačano suzenje, bilo zbog prejakog lučenja (obično refleksno, zbog bolesti prednjeg očnog segmenta, kao to su konjunktivitis, keratitis, trihijaza itd.), bilo zbog nedostatnog odvođenja (poremećene drenaže) suza. 
Smanjena drenaža uzrokovana je opstrukcijom u suznim putevima. U starosti drenaža može biti oslabljena zbog mlohavosti vjeđe zato što donja suzna točkica više nije uronjena u suzno jezerce. Epifora kod novorođenčadi i dojenčadi obično je uzrokovana neprohodnim membranoznim zaliskom na nosnoj strani suznog kanala; to se stanje u 90% slučajeva razriješi samo od sebe, spontanim stvaranjem otvora na zalisku.

## Dijagnoza
Dijagnoza epifore postavlja se na osnovu kliničkog pregleda. Za ispitivanje prohodnosti suznih puteva koriste se različiti klinički testovi (fluoresceinski test, sondiranje suznih puteva, radiološke i radioizotopne studije).

## Liječenje
Epifora je klinički znak, a ne bolest po sebi. Refleksno pojačano suzenje ne zahtijeva posebno liječenje. Kad god je moguće,treba liječiti osnovni uzrok.